# Anthela heliopa
Anthela heliopa is een vlinder uit de familie van de Anthelidae. De wetenschappelijke naam van de soort is voor het eerst geldig gepubliceerd in 1902 door Oswald Beltram Lower.